# Ekonom
Ekonom (z gr. oikonómos – zarządzający domem) – tytuł różnych zarządców zajmujących się gospodarowaniem mieniem (aktywami) powierzonym przez właściciela. Historycznie miał on następujące znaczenia:
- wysoki urzędnik królewski zarządzający w XVI–XVIII w. ekonomiami (dobrami królewskimi) lub urzędnik, który kierował administracją w kluczu majątków ziemskich,
- w Polsce był to też zarządca folwarku pańszczyźnianego, zajmował się m.in. nadzorem robót rolnych, zmuszaniem chłopów do pracy na pańskim polu. Mający we wsi złą opinie, co odnotował nawet Oskar Kolberg w pieśniach ludowych[2]. Chłopi ze wsi Moczydło w skardze złożonej na ekonoma do władz powiatowych stwierdzili powiada nam, że ma kij od Ojca św. z Rzymu.[...] kilkanaście osób tak skrzywdził, że jedni w szpitalu leżeli a inni w domu słabość odbywali. Nie powie inaczej człowiekowi jak tylko psiakrew, jucho, złodzieju, psie ścierwo[3].
- współcześnie w Kościele katolickim:
  - ekonom bezpośrednio zarządza majątkiem episkopatu lub diecezji[4],
  - w zakonie ekonom zajmuje się finansową stroną życia zakonnego: ekonom zgromadzenia zakonnego, prowincji zakonnej lub domu zakonnego (gdzie opłaca rachunki, pracowników, robi zakupy, zajmuje się remontami i konserwacją budynków i pomieszczeń klasztornych)[5].